# Varietat biològica
Una varietat, en la nomenclatura botànica, és una categoria taxonòmica inferior al de les espècies i subespècies, però superior al de la forma. Com a tal, rep un nom infraespecífic de tres parts. De vegades es recomana que s'utilitzi la categoria de subespècie per reconèixer la distinció geogràfica, mentre que la categoria de varietat és adequada si el tàxon es veu a tota l'àrea geogràfica de l'espècie.

## Definicions
El terme es defineix de diferents maneres per diferents autors. No obstant això, el Codi internacional de nomenclatura per a plantes cultivades, tot i que reconeix que la paraula "varietat" s'utilitza sovint per a designar "cultivar", no accepta aquest ús. La varietat es defineix al codi de la següent manera: "Varietat (varietas) la categoria en la jerarquia nomenclatural botànica entre espècies i forma (forma)". El codi reconeix l'altre ús de la manera següent: "terme utilitzat en algunes legislacions nacionals i internacionals per a un tàxon clarament distingible per sota de la categoria d'espècie; generalment, en textos legislatius, un terme equivalent a cultivar. Vegeu també: cultivar i varietat (varietas) ".
Una varietat tindrà un aspecte diferent d'altres varietats, però hibridarà lliurement amb aquestes altres varietats.